# Idiops fulvipes
Idiops fulvipes är en spindelart som beskrevs av Simon 1889. Idiops fulvipes ingår i släktet Idiops och familjen Idiopidae.
Artens utbredningsområde är Venezuela. Inga underarter finns listade i Catalogue of Life.